# Colpotrochia politula
Colpotrochia politula är en stekelart som beskrevs av Kuzin 1950. Colpotrochia politula ingår i släktet Colpotrochia och familjen brokparasitsteklar. Inga underarter finns listade i Catalogue of Life.